# Малые Дербеты
Ма́лые Дербе́ты (калм. Баһ Дөрвд) — село, административный центр Малодербетовского района Калмыкии и Малодербетовского сельского муниципального образования на севере Республики Калмыкия. Село расположено в 190 км к северу от города Элиста.
Население — 6286 человек (2021). Крупнейший населённый пункт Малодербетовского района (проживает более 60 % населения).
Основано как ставка Малодербетовского улуса в 1803 году.

## История
Основание поселения связано с образованием Малодербетовского улуса.
В 1788 году Дербетовский улус разделён на Большие и Маленькие Дербетовы улусы. В августе 1800 года Чучей-тайши Тундутов утверждён правителем Малодербетовского улуса. 14 октября 1800 года Чучей-тайши Указом императора Павла I назначен наместником калмыцкого народа. 26 октября 1801 года Указ Павла I подтверждён Указом императора Александра I. 13 июля 1802 года на речке Амта — Зельме состоялось торжественное объявление калмыцкому народу грамоты Александра I.
Ставка Малодербетовского улуса, в которой находился в то время владелец Чучей-тайши Тундутов, располагалась на речке Альмате. Чучей-тайши Тундутов умер 13 мая 1803 года. Он похоронен в урочище Амта — Зельме и там по калмыцкому обычаю поставлена Цаца. Эта дата рассматривается в качестве даты основания Малых Дербет.
Малые Дербеты как ставка Малодербетовского улуса впервые отмечено на карте Европейской России 1862 года.
В 1866 году в селе открыта улусная школа.
С 1930 году — в составе Сарпинского улуса Калмыкии
С 1938 года — административный центр Малодербетовского района. 28 декабря 1943 года калмыки, проживавшие в селе были депортированы. Малодербетовский район был передан Сталинградской (Волгоградской) области. В 1950 году Малодербетовский район был ликвидирован (село передано Сарпинскому району).
В 1956 году в село начали возвращаться калмыки. Село возвращено Калмыкии на основании Указа Президиума Верховного Совета РСФСР от 12 января 1957 года.
В 1970 году село вновь стало районным центром

## Физико-географическая характеристика
Село Малые Дербеты расположено в пределах Сарпинской низменности (северо-западная часть Прикаспийской низменности), на высоте 7 м над уровнем моря. Рельеф местности равнинный. Юго-восточная часть села примыкает к озеру Пришиб (Альматин). К северу от села расположено озеро Барманцак. Согласно данным природного районирования территория Малых Дербет относится к Приергенинскому ландшафту. Почвы — лугово-каштановые
По федеральной трассе Р22 "Подъезд к г. Элиста" расстояние до столицы Калмыкии города Элиста составляет 190 км, до ближайшего города Волгоград Волгоградской области — 100 км (до центра города), до границы с Волгоградской областью — 15 км. Ближайший населённый пункт — хутор Васильев расположен в 10 км к северу от Малых Дербет.
Климат
Согласно классификации климатов Алисова для Малых Дербет характерен резко континентальный с жарким летом и малоснежной, иногда с большими холодами, зимой. Согласно классификации климатов Кёппена климат Малых Дербет характеризуется как влажный континентальный (индекс Dfa). Абсолютный максимум температуры +43,7 °C; Абсолютный минимум температуры −33,3 °C. Продолжительность тёплого периода составляет 240—275 дней, продолжительность солнечного сияния — 2 180-2 250 часов (182—186 дней) в году. Среднегодовое количество осадков достигает 334 мм; максимальное количество (среднегодовое) — 467 мм.
| Показатель | Янв.  | Фев.  | Март  | Апр.  | Май  | Июнь | Июль | Авг. | Сен. | Окт. | Нояб. | Дек.  | Год   |
| --- | ----- | ----- | ----- | ----- | ---- | ---- | ---- | ---- | ---- | ---- | ----- | ----- | ----- |
| Абсолютный максимум, °C | 12,0  | 14,0  | 21,4  | 29,3  | 37,7 | 39,2 | 43,7 | 42,1 | 38,8 | 31,5 | 18,9  | 11,5  | 43,7  |
| Средний суточный максимум, °C | −3,5  | −3,1  | 2,8   | 15,4  | 23,7 | 28,5 | 31,0 | 29,6 | 22,6 | 14,5 | 4,4   | −0,5  | 15,9  |
| Средняя температура, °C | −6,6  | −6,4  | −0,4  | 9,5   | 16,4 | 21,3 | 24,0 | 22,8 | 16,2 | 8,5  | 1,2   | −3,8  | 8,5   |
| Средний суточный минимум, °C | −9,8  | −10,2 | −4,7  | 4,5   | 11,5 | 16,3 | 18,8 | 17,3 | 11,1 | 4,4  | −1,6  | −5,8  | 4,3   |
| Абсолютный минимум, °C | −33,3 | −32,1 | −27,8 | −10,1 | −2,6 | 0,0  | 7,0  | 2,8  | −3   | −12  | −23,9 | −30,5 | −33,3 |
| Норма осадков, мм | 30    | 24    | 22    | 22    | 34   | 36   | 34   | 31   | 25   | 21   | 32    | 34    | 345   |
| Источник: (средняя температура, абсолютные максимумы и минимумы температур) (нормы осадков, средние минимумы и максимумы температур) |       |       |       |       |      |      |      |      |      |      |       |       |       |

## Население
| 1979 | 1989  | 2002  | 2010  | 2012  | 2021  |
| ---- | ----- | ----- | ----- | ----- | ----- |
| 5066 | ↗6637 | ↘5980 | ↗6434 | ↘6419 | ↘6286 |

Национальный состав
Согласно результатам переписи 2002 года большинство населения составляли калмыки (54 %) и русские (40 %)

## Социальная сфера
- Профессиональное училище № 3
- Малодербетовская гимназия им. Б. Б. Бадмаева
- Малодербетовская средняя школа № 2
- Детский сад № 1 «Колокольчик»
- Детский сад № 2 «Солнышко»
- Детский сад № 3 «Байр»
- Малодербетовская детская школа искусств
- Малодербетовский Дом детского творчества
- Малодербетовская ДЮСШ
- Малодербетовская центральная районная больница; поликлиника, детская и женская консультации при ЦРБ
- Дом-интернат для престарелых и инвалидов «Ветеран» на 60 мест
- Социально-культурный центр Малодербетовского СМО
- Районная библиотека

## Транспорт
В настоящее время не существует прямого рейсового сообщения между селом и столицей Калмыкии. Автобусная станция не действует. Сообщение между Малыми Дербетами и Элистой в настоящее время осуществляется транзитным междугородним автобусом Элиста — Волгоград либо частными перевозчиками.

## Известные жители и уроженцы
В главной ставке Малодербетовского улуса Астраханской губернии (ныне село Малые Дербеты) в семье орнитолога родился Велимир Хлебников. В 1993 году на территории района к югу от села Тундутово был установлен памятник поэту работы калмыцкого скульптора Степана Ботиева.

## Достопримечательности
- Малодербетовский хурул (открыт 07 апреля 2013 г.);
- Мемориальный памятник «Их имена бессмертны»;
- Памятник Велимиру Хлебникову;
- Стела «Памятник участникам последствий катастрофы Чернобыльской АЭС»[15];
- Ступа Просветления (2002 год).
- Малодербетовский краеведческий музей
- Памятник В. И. Ленину